# 一発台
一発台（いっぱつだい）とは、パチンコ店（ホール）における営業方針（遊技方法）として定められた、パチンコ台のジャンルのひとつ。

## 概要
特定の入賞口へ玉が一発でも入賞､もしくは大当たりの状態が獲得できれば、パチンコ店（ホール）の定める規定数まで出玉を獲得し続けることが可能なゲーム性を有する。
かつてのホールは、一般的に一度の遊技において獲得できる出玉に上限を設けており（これを「予定数」という）、遊技台の出玉が予定数に達した場合は打ち止めとなり、その台の遊技を終了するように定めていた。近年は、パチンコ台の形態が大きく変化したことなどから予定数を設定しない無制限営業が一般的である。
パチンコ台は、その開発に当たって規則上デジパチ・羽根物・権利物・一般電役・普通機などに分類される。ホールが営業する際に、予定数まで継続して出玉が得られるような釘調整を施す事により、一発台として扱われる事となる。したがって、一発台という呼び名（またはジャンル）は、遊技機規則による分類ではなく、あくまでホールあるいはプレイヤーにとってそのようなゲーム性を定義する為の便宜上の俗称である。

## 特徴
1990年代の規制前の一発台の多くは規則上は一般電役あるいは普通機に属する。役がかかった状態になると入賞口へ玉が誘導されるタイプが基本ではあるが､開放したチューリップにより始動口に非常に容易に入賞しやすくなるタイプの羽根物、デジパチといった一発台も存在した｡
一発台に使われる台は、本来ならば役が掛かった（まとまった出玉が得られる）状態になっても数十～数百発程度しか獲得が望めない物を店側の意図的な釘調整によって半永久的に役が掛かった状態を継続できるような特徴を持った台である。
役が掛かった状態になると、メインの役物（チューリップあるいはアタッカー）の開閉状態によって玉の進路に変化が加わり、通常時は入賞しにくい入賞口へ次々と玉が導かれる仕組みになっていた。
メインの役物への再入賞などによって役が途切れてしまう（パンクしてしまう）ことのないように釘調整が施されていれば、出玉は半永久的に（実際には予定数まで）獲得可能となる。

## タイプ
大当たりによって出玉を獲得する仕組みは、大まかに分類すると以下のとおりである。
1. ノーマルチューリップあるいは電動役物等を用いて開放した羽根先に玉を弾かせることで、新たな進路を経由して通常は入りにくい入賞口に玉を誘導するもの。
2. 通常時は玉の進路を妨げるような形状をしたチューリップ（俗に「カイザーチューリップ」と呼ばれるものや、「バンザイ役物」と呼ばれるもの）を用いて、大当たりによってそれまで妨げられていた玉の進路が開放し、通常は入りにくい入賞口に玉を誘導するもの。
3. 出玉を獲得する部分とパンクする部分を併せ持つ構造の役物（アタッカーあるいは大型の役物等）へ玉が直接入賞するもの。
4. デジタル抽選によって大当たり状態になると、デジタル保留ランプがある限り大当たり状態が継続するもの。
5. 分類上はハネモノで、意図的に役物内に玉を停留させ入賞口（羽根）を開放させ続けるもの。
6. 分類上はアレンジボールで、大当たり状態になると以降の得点の成立が容易となるもの。

初期のほとんどの一般電役や普通機は、大当たりとパンクを繰り返しながら、のんびりと打ち止めを目指すゲーム性を持つ台であった。これらを、大当たりが半永久的に継続するような極端な釘調整を施すことで無理やり一発台として使用していた。大当たりを獲得するためのプロセスが単純に「特定の入賞口に一発入賞させるだけ」の即決タイプが多かったのも、この時代の一発台の特徴である。
その後、大当たりへのプロセスにおいて即決タイプではない振り分け式の一発台が次々と登場し、打ち手を興奮させる演出として人気を博した。中でも、スーパーコンビに代表されるような、皿状の役物に3つの穴が開いた「3つ穴クルーン」と呼ばれる役物を用いたタイプは有名である。その他にもデジタル判定によるものや、複数のプロセスを経るような複雑なタイプも登場し、メーカー側も一発台になるような釘調整がしやすい機種を次々に登場させた。
当時は定量打ち止め制を用いるホールが主流であったが、入賞率を低くし、その分予定数を多めに設定しているホールもあった。逆に入賞率を高くし、予定数を少なめに設定しているホールも僅かだがあった。定量打ち止め制のホールのほとんどは、大当たり中にパンクした場合でも従業員が特定の入賞口に手で玉を入れるなどして再び大当たりが発生するようにし、必ず定量に達するようなパンク保証を行っていたが、中にはそのようなことを行わないホールも存在した。このようなホールでは、一発台というよりもむしろ一般台として扱っていたといえる。

## 規制
一発台はあまりにも射幸心を煽るため、1985年に遊技機の認定及び型式の検定等に関する規則（遊技規則）が改正されて当局の指導が入ることとなった。
極端な釘調整が規制理由だと思われがちだが、そもそも遊技規則では「釘は盤面に対しておおむね垂直に打ち込まれていること」とされている。「おおむね」がついていることからもわかるように厳密に角度が決められているわけではなかったため、ホール側が「垂直である」と言い切ってしまえば当局もそれ以上の規制ができないという状態であった。しかし、大当たりによって動作した役物以外の入賞口への入賞が容易になる、という部分が改正遊技規則で追加された「役物が作動した場合に、当該役物の作動により開放等が生じた入賞口以外の入賞口への遊技球の入賞が容易にならないこと」に抵触し、1990年頃から一発台は設置及び製造などが禁止され、現在に至る。
新要件化によって一発台が禁止された後もメーカーは一発台に準じたゲーム性を持つ機種（権利物や一般電役、普通機）を「ポスト一発台」として登場させたが、一発台と違って半永久的に出玉が獲得可能になることはなく､台によって規定された出玉を獲得することしかできない｡
新要件化後も一発台を残していたホールがごくわずかに存在したが、2004年6月の「みなし機撤去」によって、すべての一発台が全国のホールから消滅した。

## 代表機種
- ターゲットI（三共）
- スターライトI・II（三共）
- スーパーコンビ（三共）
- サーカス（平和）
- サイクロン（平和）
- レインボー （平和）
- ジェットライン（西陣）
- ジャスティ（西陣）
- エレックスサンダーバード（西陣）
- ビッグポーター（マルホン）
- センターフェース（マルホン）
- パラレル（マルホン）
- ファミリー（大一）
- マグナム（大一）
- カーチス（大一）
- フェアリー（京楽）
- タンブラー（京楽）
- アトミックⅠ（京楽）
- キューピット（奥村）
- パンドラD（奥村）
- コンドル（奥村）
- ベータ（ニューギン）
- ハリケーンⅠ（ニューギン）
- キングハンター（ニューギン）
- スーパーマシン（三洋）
- 紅薔薇（三洋）
- アルファローズ（大同）
- セイヤ（三星）
- ホットラインP2（豊丸）
- バリエーション3号（高尾）
- カーニバル（銀座）
- メガトロン（藤商事）
- ワイワイワイ（太陽電子）
- ミサイル(高尾)
- アトム(三星)
- コロナ(高尾)
- エスパー(三星)